# مکان صفروف
مکان صفروف (ترکمنی: Mekan Meredowiç Saparow; متولد ۲۲ آوریل ۱۹۹۴) بازیکن فوتبال ترکمنستانی است که برای باشگاه آلتین عصر بازی می‌کند. او از سال ۲۰۱۴ در تیم ملی ترکمنستان حضور دارد.